# Glodeni (Dâmbovița)
Glodeni è un comune della Romania di 4 449 abitanti, ubicato nel distretto di Dâmbovița, nella regione storica della Muntenia.
Il comune è formato dall'unione di 6 villaggi: Glodeni, Gușoiu, Lăculețe, Livezile, Malu Mierii, Schela.